# SN 2002jc
SN 2002jc – supernowa typu Ia odkryta 9 listopada 2002 roku w galaktyce A020727-0350. W momencie odkrycia miała maksymalną jasność 23,10m.